# Internazionali di Tennis Città di Todi 2023
Gli Internazionali di Tennis Città di Todi 2023 sono stati un torneo maschile di tennis professionistico giocato sulla terra rossa. È stata la 15ª edizione del torneo, facente parte della categoria Challenger 75 nell'ambito dell'ATP Challenger Tour 2023. Si è giocato al Tennis Club Todi 1971 di Todi, in Italia, dal 14 al 19 agosto 2023.

## Partecipanti

### Teste di serie
| Nazionalità | Giocatore               | Ranking* | Testa di serie |
| ----------- | ----------------------- | -------- | -------------- |
| Ungheria    | Zsombor Piros           | 120      | 1              |
| Argentina   | Camilo Ugo Carabelli    | 171      | 2              |
| Argentina   | Mariano Navone          | 177      | 3              |
| Croazia     | Duje Ajduković          | 216      | 4              |
| Italia      | Andrea Pellegrino       | 217      | 5              |
| Argentina   | Román Andrés Burruchaga | 245      | 6              |
| Italia      | Luciano Darderi         | 248      | 7              |
| Italia      | Francesco Maestrelli    | 249      | 8              |

* Ranking al 7 agosto 2023.

### Altri partecipanti
I seguenti giocatori hanno ricevuto una wild card per il tabellone principale:
- Fabrizio Andaloro
- Enrico Dalla Valle
- Giorgio Tabacco

I seguenti giocatori sono entrati in tabellone come alternate:
- Lucas Gerch
- Carlos López Montagud

I seguenti giocatori sono passati dalle qualificazioni:
- Felix Gill
- Carlos Sánchez Jover
- Julian Ocleppo
- Miljan Zekić
- Giovanni Oradini
- Orlando Luz

Il seguente giocatore è entrato in tabellone come lucky loser:
- Mathys Erhard

## Punti e montepremi
| Torneo    | Torneo              | V     | F     | SF    | QF    | 2T    | 1T  | Q | Q2  | Q1  |
| Singolare | Punti               | 75    | 50    | 30    | 16    | 7     | 0   | 4 | 2   | 0   |
| Singolare | Premi in denaro (€) | 9,880 | 5,820 | 3,450 | 2,000 | 1,165 | 720 | – | 360 | 185 |
| Doppio    | Punti               | 75    | 50    | 30    | 16    | –     | 0   | – | –   | –   |
| Doppio    | Premi in denaro (€) | 4,250 | 2,450 | 1,480 | 880   | –     | 500 | – | –   | –   |

## Campioni

### Singolare
Luciano Darderi ha sconfitto in finale  Clément Tabur con il punteggio di 6–4, 6(5)–7, 6–1.

### Doppio
Fernando Romboli /  Marcelo Zormann hanno sconfitto in finale  Román Andrés Burruchaga /  Orlando Luz con il punteggio di 6(13)–7, 6–4, [10–5].